# Dadianzi
Dadianzi (chinois : 大甸子遗址 ; pinyin : Dàdiànzi yízhǐ ; litt. « site archéologique de Dadianzi ») est un groupe de sites archéologiques de l'Âge du bronze situés dans la bannière d'Aohan, en Mongolie-Intérieure, dans le Nord de la Chine. Ils appartiennent à la culture de Xiajiadian inférieur.

## Historique
Des fouilles ont été réalisées de 1974 à 1983. L'ensemble de sites a été classé en 1996 en tant que site historique de Chine (4-22).

## Description
Certains établissements de Dadianzi étaient entourés par des remparts et par des douves.

## Vestiges archéologiques
Dans la partie orientale du site ont été découvertes 804 tombes datées de 1735 à 1463 av. J.-C., richement dotées en mobilier funéraire, notamment des ossements de porcs, de la poterie, des objets en bronze et en jade. 